# Antonio de Ubilla
Antonio Cristóbal de Ubilla y Medina (Madrid, 28 de noviembre de 1643 - ibid., 16 de octubre de 1726) fue un noble y hombre de estado español al servicio de los reyes Carlos II y Felipe V.

## Biografía
| «Era ladino, cortés, agudo, y además resuelto, dotado de tino y perspicacia y de grande capacidad para los negocios; íntegro en cuanto cabe serlo a un hombre criado en aquella suerte de empleos, y constantemente apegado al bien, grandeza y conservación de la monarquía.» |

Hijo de Antonio de Ubilla, que ya fuera secretario de Felipe IV, se inició desde joven en los asuntos administrativos de la corte, alcanzando en 1698 los cargos de secretario del despacho universal, notario mayor del reino y miembro del consejo de Indias bajo el reinado de Carlos II.
Con la llegada al trono de Felipe V, Ubilla continuó sirviendo en el cargo por recomendación del cardenal Portocarrero, acompañando al rey en sus viajes por Cataluña y Nápoles entre 1701 y 1702, año en que recibió el título nobiliario de I marqués de Rivas del Jarama. En 1705 las intrigas del duque de Agramont y las reformas hechas en la administración por el nuevo rey consiguieron relevarle del cargo, conservando su puesto en el Consejo de Indias hasta su muerte.
Muerto sin descendencia tras tres matrimonios, legó su título de nobleza a la Tercera orden de San Francisco.
Dejó escrita una obra titulada Succession del rey D. Phelipe V, nuestro Señor en la corona de España : diario de sus viages desde Versalles a Madrid, el que executó para su feliz casamiento, jornada a Nápoles, a Milan, y a su exercito, successos de la campaña, y su buelta a Madrid, publicada en Madrid en 1704.